# Junaphaenops
Junaphaenops is een geslacht van kevers uit de familie van de loopkevers (Carabidae). De wetenschappelijke naam van het geslacht is voor het eerst geldig gepubliceerd in 1997 door Ueno.

## Soorten
Het geslacht Junaphaenops is monotypisch en omvat slechts de volgende soort:
- Junaphaenops tumidipennis Ueno, 1997